# Jerzy Łukowicz

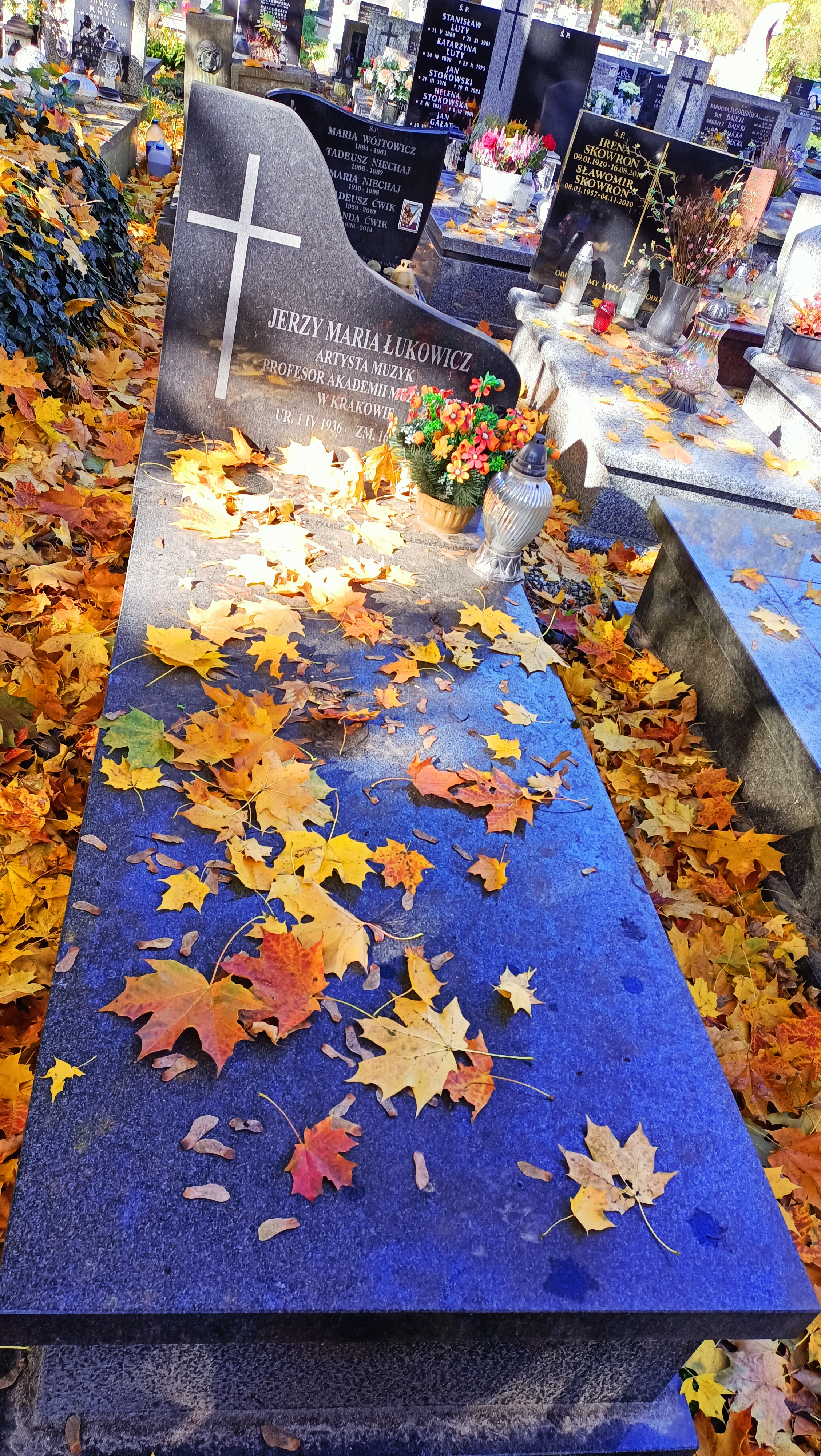
Grób Jerzego Łukowicza na Cmentarzu Rakowickim w Krakowie

Jerzy Łukowicz (ur. 1 kwietnia 1936 w Krakowie, zm. 16 listopada 1997 tamże) – polski pianista, kameralista, profesor sztuk muzycznych.

## Życiorys
Uczył się gry na fortepianie najpierw u Jerzego Żurawlewa. W latach 1955–1961  studiował u Ludwika Stefańskiego. W 1961 ukończył z wyróżnieniem Państwową Wyższą Szkołę Muzyczną w Krakowie (obecnie Akademia Muzyczna im. Krzysztofa Pendereckiego w Krakowie). Studia uzupełniał na kursach mistrzowskich w Weimarze u Jacoba Zaka i w Sienie u Artura Benedettiego Michelangelego.
W 1960 roku był uczestnikiem VI Międzynarodowego Konkursu Pianistycznego im. Fryderyka Chopina w Warszawie. Rok później zdobył w Bukareszcie III nagrodę w Konkursie Muzycznym im. G. Enescu. Jako solista i kameralista koncertował w wielu krajach Europy, w Stanach Zjednoczonych, Jordanii i Algierii. W latach 1964–1989 występował w „Trio Krakowskim” razem z Antonim Cofalikiem (skrzypce) i Krzysztofem Okoniem (wiolonczela). Zespół ten zdobył w 1965 roku I nagrodę Premio Antonio Vivaldi na konkursie muzyki kameralnej organizowanym przez Accademia Chigiana w Sienie, Złoty Medal miasta Rzymu w 1973 roku, a w 1975 roku otrzymał Nagrodę Miasta Krakowa. Od 1973 roku pianista koncertował także w „Trio Wawelskim” z Kają Danczowską (skrzypce) i Jerzym Klockiem (wiolonczela).
Od 1961 roku Jerzy Łukowicz był związany z Akademią Muzyczną w Krakowie, gdzie prowadził klasę fortepianu. W latach 1972–1975 był kierownikiem Katedry Kameralistyki. W 1990 roku uzyskał tytuł profesora sztuk muzycznych. Prowadził kursy mistrzowskie w Hiszpanii, Szwajcarii, Niemczech i Polsce.
Wiceprezes Towarzystwa Muzycznego im. Karola Szymanowskiego w Zakopanem oraz krakowskiego oddziału SPAM. Laureat Złotej Odznaki Stowarzyszenia Polskich Artystów Muzyków. Jego żoną była klawesynistka Elżbieta Stefańska.
Jerzy Łukowicz zmarł nagle. Został pochowany na cmentarzu Rakowickim w Krakowie.